# Langhirano
Langhirano is een gemeente in de Italiaanse provincie Parma (regio Emilia-Romagna) en telt 10.772 inwoners (30-06-2022). Het stadje staat bekend om de productie van parmaham volgens de strikte voorwaarden van de Consorzio del Prosciutto di Parma. De ham wordt elk jaar gevierd met het feest Festival del prosciutto di Parma en in de stad is ook het Museo del prosciutto e dei salumi di Parma gevestigd, een museum aan de parmaham gewijd.
De oppervlakte bedraagt 70,8 km², de bevolkingsdichtheid is 152 inwoners per km². De volgende frazioni maken deel uit van de gemeente: Antesica, Arola, Castrignano, Cozzano, Mattaleto, Tiorre en Torrechiara.

## Demografie
Langhirano telde in 2001 3867 huishoudens. Het aantal inwoners steeg in de periode 1991-2001 met 11,4% volgens cijfers uit de tienjaarlijkse volkstellingen van ISTAT.
| Jaar | Inwoneraantal |
| ---- | ------------- |
| 1991 | 7532          |
| 2001 | 8388          |

## Geografie
Langhirano grenst aan de volgende gemeenten: Calestano, Corniglio, Felino, Lesignano de' Bagni, Neviano degli Arduini, Parma, Tizzano Val Parma.

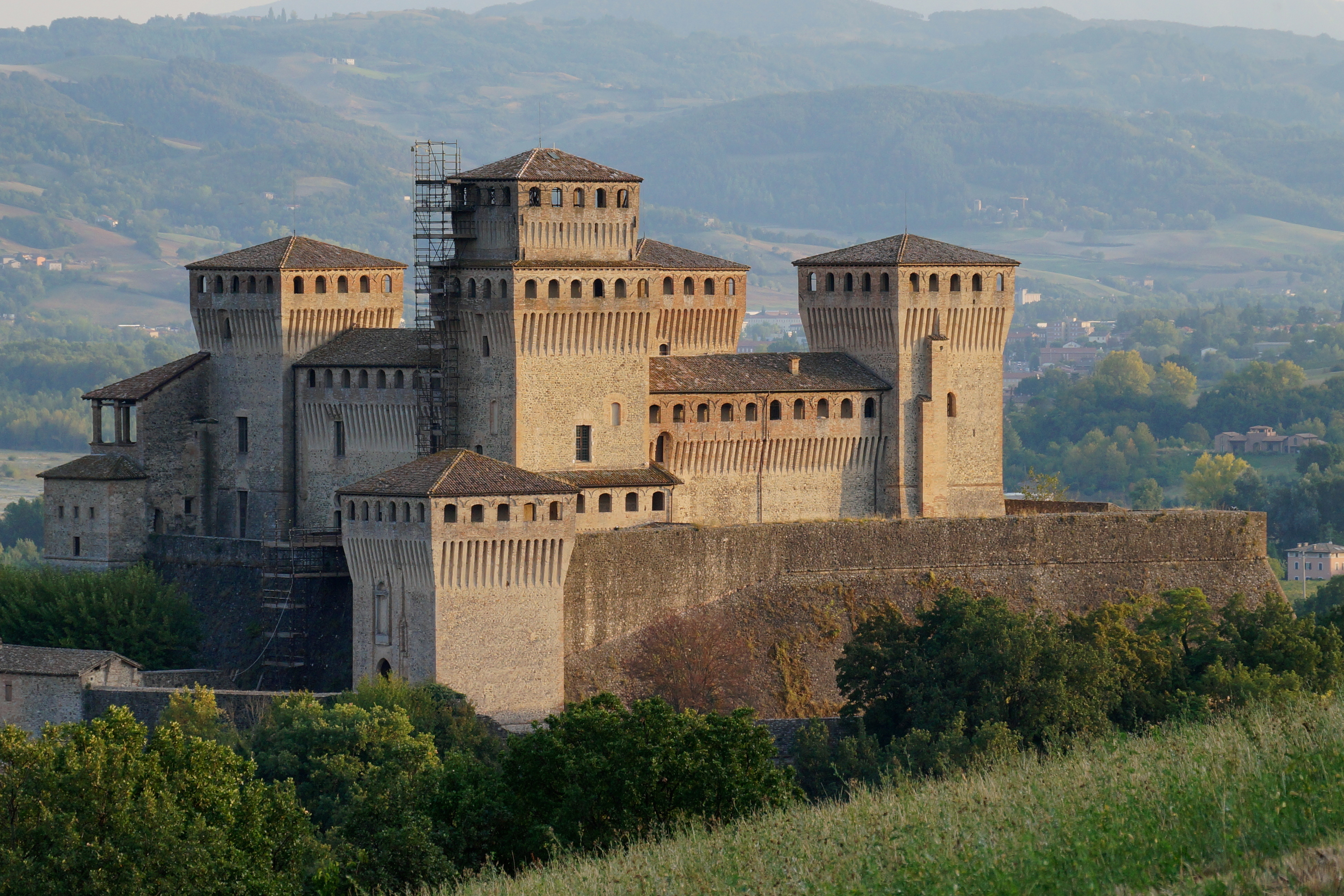
Castello di Torrechiara

Albareto · Bardi · Bedonia · Berceto · Bore · Borgo Val di Taro · Busseto · Calestano · Collecchio · Colorno · Compiano · Corniglio · Felino · Fidenza · Fontanellato · Fontevivo · Fornovo di Taro · Langhirano · Lesignano de' Bagni · Medesano · Mezzani · Monchio delle Corti · Montechiarugolo · Neviano degli Arduini · Noceto · Palanzano · Parma · Pellegrino Parmense · Polesine Parmense · Roccabianca · Sala Baganza · Salsomaggiore Terme · San Secondo Parmense · Sissa Trecasali · Solignano · Soragna · Sorbolo · Terenzo · Tizzano Val Parma · Tornolo · Torrile · Traversetolo · Valmozzola · Varano de' Melegari · Varsi · Zibello
- Gemeinsame Normdatei: 4361194-1
- Library of Congress Control Number: n78025782
- MusicBrainz: 56e8baa8-bf92-45e8-9ec2-d985a38bfd2b
- Nationale Bibliotheek van Israël: 987007561956105171
- Istituto Centrale per il Catalogo Unico: CFIV154137
- Virtual International Authority File: 137184986